# Talsperre Döllnitzsee
Die Talsperre Döllnitzsee (auch Talsperre Wermsdorf oder Laubethal) ist eine Talsperre in Sachsen, die 1850 südwestlich von Wermsdorf erbaut und 1981–1983 rekonstruiert wurde. Sie ist Teil der Wermsdorfer Seen.

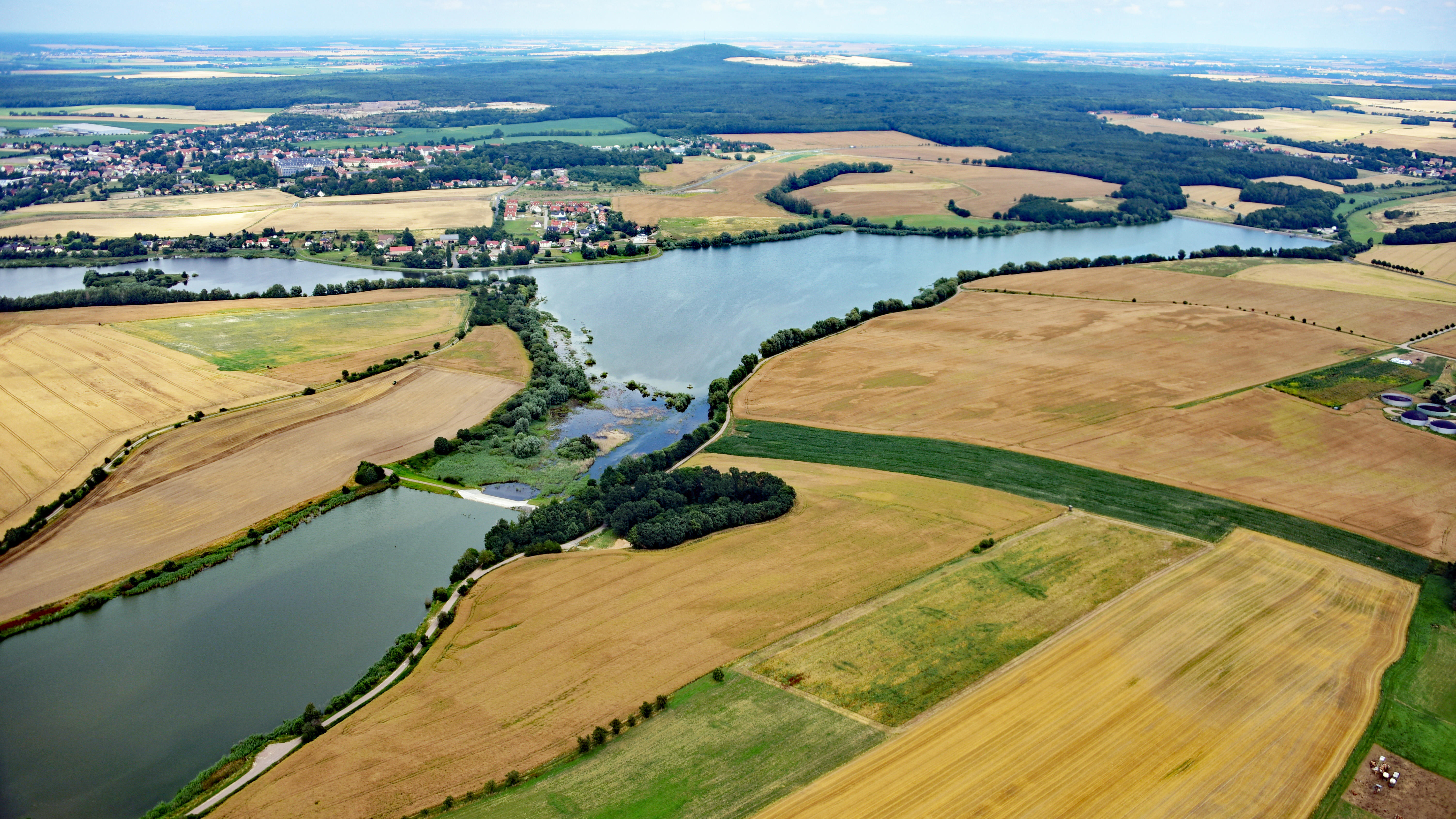
Luftaufnahme (2017)
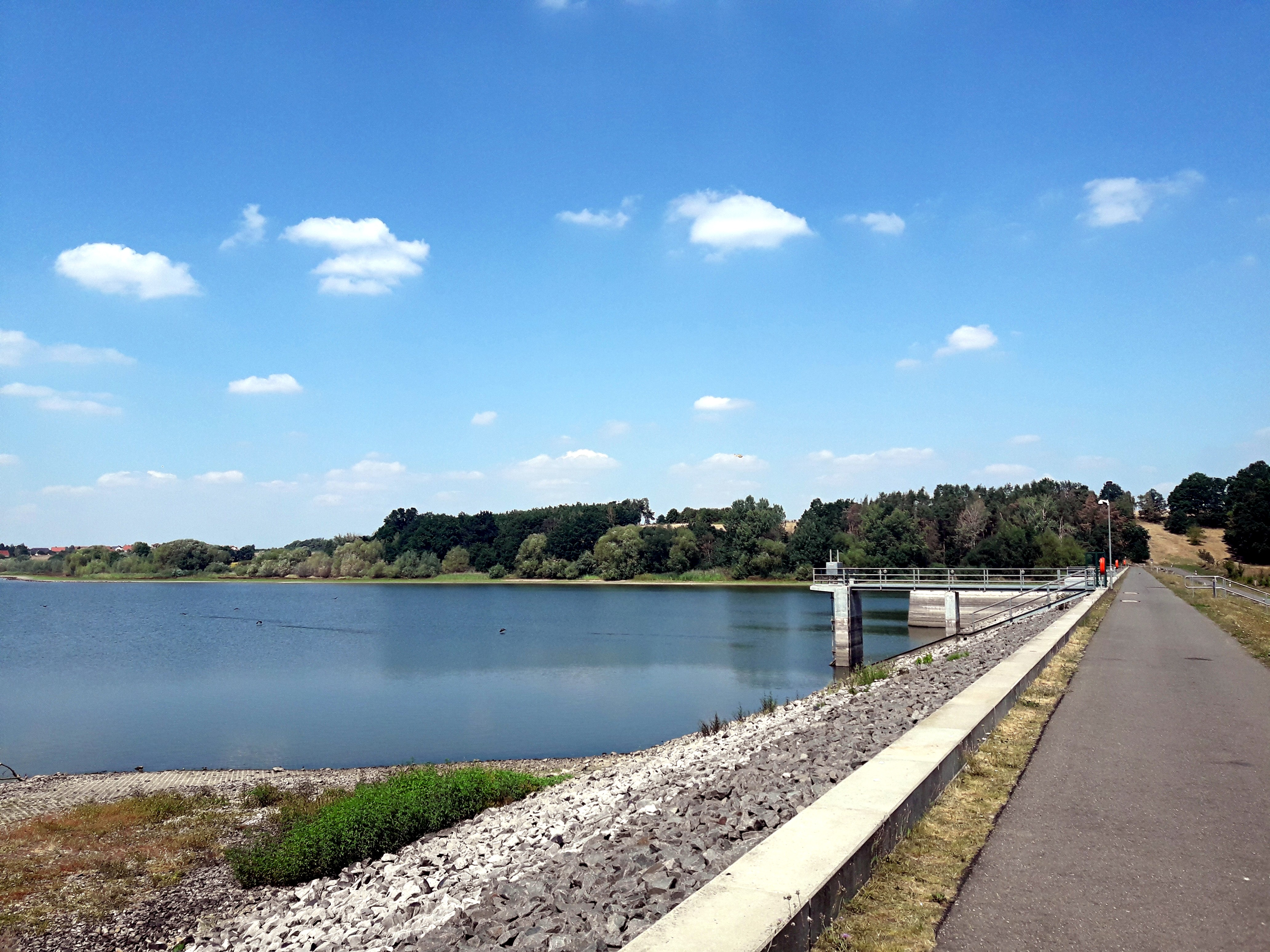
Der Talsperrendamm (2020)

Die Talsperre und ihre beiden Vorsperren, der Horstsee (72 ha) und der Göttwitzsee (80 ha), werden zur Brauchwasserversorgung, zum Hochwasserschutz, zur Fischerei und zur Erholung genutzt. Die Absperrbauwerke der Talsperre Döllnitzsee und auch der Vorsperren sind Erddämme. Am Hauptdamm befindet sich ein großer, langgestreckter Überfalltrichter als Hochwasserentlastung. Die gestauten Gewässer sind die Döllnitz und der Saubach.
Der Stausee befindet sich auf der Wasserscheide zwischen Elbe und Mulde. Deshalb fließt das Wasser aus dem Horstsee nicht nur zur Döllnitz und zur Elbe, sondern über den Saubach und das Mutzschener Wasser auch zur Mulde ab.
Zu einigen der in der Tabelle genannten Daten (Bauzeiten, Höhe, Inhalt und Fläche) gibt es auch abweichende Angaben.